# Anthony Bush
Anthony Bush (* 3. Oktober 1970) ist ein englischer Badmintonspieler. 

## Karriere
Anthony Bush nahm 1995 an der Badminton-Weltmeisterschaft teil und wurde dort 65. im Herreneinzel. 1989 war er bereits englischer Juniorenmeister geworden und hatte sich Silber bei der Junioren-Europameisterschaft des gleichen Jahres erkämpft. 1992 siegte er bei den Czechoslovakian International, 1994 wurde er Zweiter bei den Irish Open.

## Sportliche Erfolge
| Saison | Veranstaltung                             | Disziplin    | Platz | Name                          |
| ------ | ----------------------------------------- | ------------ | ----- | ----------------------------- |
| 1989   | Junioren-Europameisterschaft              | Herrendoppel | 2     | Anthony Bush / Ashley Spencer |
| 1989   | England: Einzelmeisterschaft der Junioren | Mixed        | 1     | Anthony Bush / Tanya Groves   |
| 1992   | Czechoslovakian International             | Herrendoppel | 1     | Steffan Pandya / Anthony Bush |
| 1995   | Weltmeisterschaft                         | Herreneinzel | 65    | Anthony Bush                  |